# Psychoaktive Pilze
Psychoaktive Pilze sind Pilze mit psychotropen Wirkstoffen. Weltweit sind 216 Arten bekannt. Ihr Vorkommen ist über die ganze Erde verbreitet. Psychoaktive Pilze wurden als wichtiges entheogenes Rauschmittel in vielen frühen Kulturen rund um die Welt rituell genutzt.

## Überblick
1. Am bekanntesten sind psilocybinhaltige Pilze, oft auch als Zauberpilze bezeichnet. Sie stellen mit 186 Arten die größte Gruppe psychoaktiver Pilze dar.
2. Eine weitere Gruppe stellen Pilze mit Ibotensäure dar: der Fliegenpilz, der Pantherpilz und der Königsfliegenpilz
3. Eine dritte Gruppe stellt das Mutterkorn mit sieben Arten dar.
4. Zuletzt gibt es eine Reihe überlieferter „heiliger Pilze“, die noch keiner chemischen Analyse unterzogen wurden, worunter insgesamt 20 Pilze fallen.

## Verbreitung
Psychoaktive Pilze finden sich an so nördlichen Punkten wie Alaska oder Sibirien, an so südlichen Punkten wie Chile oder Australien, von der Westküste Amerikas bis nach Japan, von Meereshöhe bis zu 4000 m Höhe in Mexiko. Am artenreichsten sind die tropischen Regenwälder der Südhalbkugel, speziell in Lateinamerika. Die Erforschung der Arten ist vor allem in Afrika und dem Nahen Osten noch ausständig. Generell wird angenommen, dass eine Vielzahl von Verbreitungsgebieten noch nicht bekannt und die Anzahl an Arten auch unklar ist.

## Anwendung als Entheogene

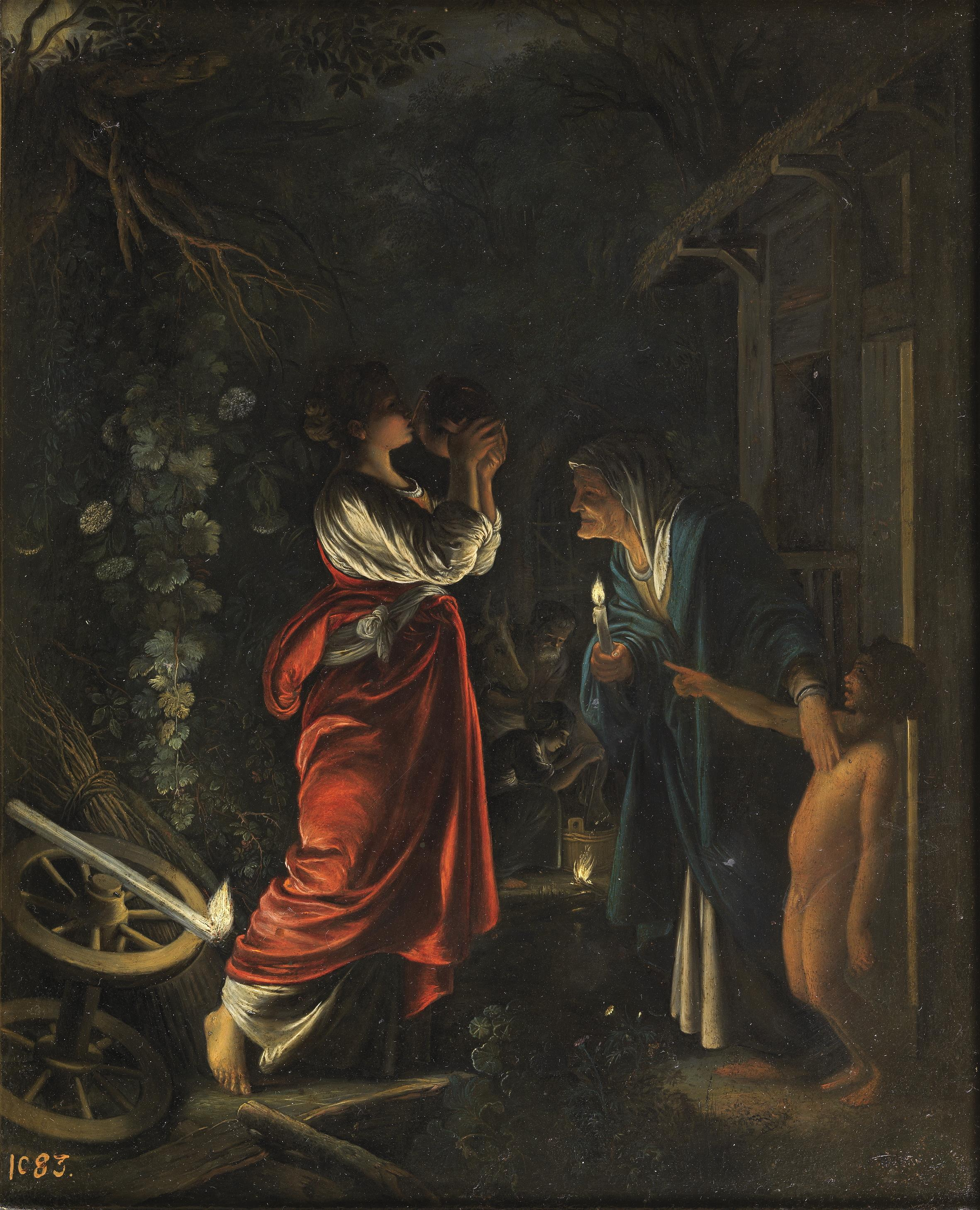
Demeter trinkt den Kykeon der Metaneira und wird von Askalabos verspottet (Gemälde von Adam Elsheimer, 1562).

Es wird angenommen, dass entheogene Pflanzen und Pilze eine wichtige Rolle für religiöse und sozio-kulturelle Entwicklungen in vielen Gesellschaften spielten. Die ersten Hinweise auf einen Gebrauch von psychoaktiven Pilzen datieren auf ca. 5000 v. Chr. In der Tassiliebene im heutigen Algerien wurden Felszeichnungen entdeckt, die pilzförmige Gottheiten zeigten. In Zentral- und Südamerika finden sich sogenannte Pilzsteine, die auf 1000–500 v. Chr. datiert werden. Über die ganze Welt verteilt finden sich Hinweise auf den Gebrauch psychoaktiver Pilze. Der Fliegenpilz wurde zum Beispiel bei germanischen Völkern und bei den Korjaken in Sibirien für Wahrsagung, die Kontaktaufnahme mit Ahnen und Geistern und das Reisen in fremde Welten benutzt. Auf Nordsumatra in Indonesien, rund um den Tobasee, werden halluzinogene Pilze von den Batak rituell verwendet. Auch in Neuguinea und Nepal wurden oder werden psychoaktive Pilze beispielsweise rituell genutzt. Nach Albert Hofmann und R. Gordon Wasson (The Road to Eleusis, 1978) wurde bei den Mysterien von Eleusis 2000 v. Chr. möglicherweise die aus dem Mutterkorn wassergelösten psychoaktiven Lysergsäurealkaloide für das berauschende Kykeon herangezogen.
Siehe auch: Psilocybinhaltige Pilze: Geschichte
Siehe auch: Fliegenpilz: Der Fliegenpilz als Rauschmittel